# Schwäbisch Haller Bucht
Das FFH-Gebiet Schwäbisch Haller Bucht ist ein im Jahr 2004 durch das Regierungspräsidium Stuttgart nach der Richtlinie 92/43/EWG (Fauna-Flora-Habitat-Richtlinie) angemeldetes Schutzgebiet (Schutzgebietskennung DE-6924-342) im deutschen Bundesland Baden-Württemberg. Mit Verordnung des Regierungspräsidiums Stuttgart zur Festlegung der Gebiete von gemeinschaftlicher Bedeutung vom 30. Oktober 2018 (in Kraft getreten am 11. Januar 2019) wurde das Schutzgebiet festgelegt.

## Lage
Das rund 795 Hektar große FFH-Gebiet gehört zu den Naturräumen 108-Schwäbisch-Fränkische Waldberge und 127-Hohenloher und Haller Ebene innerhalb der naturräumlichen Haupteinheiten 10-Schwäbisches Keuper-Lias-Land bzw. 12-Neckar- und Tauber-Gäuplatten. Es liegt zwischen Schwäbisch Hall und Rosengarten und erstreckt sich über die Markungen dieser Stadt und von drei Gemeinden im Landkreis Schwäbisch Hall:
- Michelbach an der Bilz: 262,3197 ha = 33 %
- Michelfeld: 87,4399 ha = 11 %
- Schwäbisch Hall: 198,727 ha = 25 %
- Rosengarten: 246,4215 ha = 31 %

## Beschreibung und Schutzzweck
Es handelt sich um einen Talabschnitt des mäandrierenden Kochers oberhalb Schwäbisch Hall mit Umlaufbergen und Seitenklingen. Außerdem um Mähwiesen und Schafweiden am Stufenrand der Limpurger Berge sowie um Laubwald und Wiesen nordwestlich Schwäbisch Hall. Geschützt ist auch der Flusslauf der Bibers zwischen Michelfeld und Rosengarten.

### Lebensraumtypen
Gemäß Anlage 1 der Verordnung des Regierungspräsidiums Stuttgart zur Festlegung der Gebiete von gemeinschaftlicher Bedeutung (FFH-Verordnung) vom 30. Oktober 2018 kommen folgende Lebensraumtypen nach Anhang I der FFH-Richtlinie im Gebiet vor:
| EU Code | Lebensraumtyp (offizielle Bezeichnung)                                                                          | Kurzbezeichnung                              | Hektar |
| ------- | --- | -------------------------------------------- | ------ |
| 3150    | Natürliche, eutrophe Seen mit einer Vegetation des Magnopotamion oder Hydrocharition                            | Natürliche nährstoffreiche Seen              | 79,00  |
| 3260    | Flüsse der planaren bis montanen Stufe mit Vegetation des Ranunculion fluitantis und des Callitricho-Batrachion | Fließgewässer mit flutender Wasservegetation | 19,03  |
| 3270    | Flüsse mit Schlammbänken mit Vegetation des Chenopodion rubri p.p. und des Bidention p.p.                       | Schlammige Flussufer mit Pioniervegetation   | 1,00   |
| 6210    | Naturnahe Kalk-Trockenrasen und deren Verbuschungsstadien (Festuco-Brometalia)                                  | Kalk-Magerrasen                              | 34,00  |
| 6430    | Feuchte Hochstaudenfluren der planaren und montanen bis alpinen Stufe                                           | Feuchte Hochstaudenfluren                    | 0,05   |
| 6510    | Magere Flachland-Mähwiesen (Alopecurus pratensis, Sanguisorba officinalis)                                      | Magere Flachland-Mähwiesen                   | 80,61  |
| 7220    | Kalktuffquellen (Cratoneurion)                                                                                  | Kalktuffquellen                              | 0,11   |
| 9170    | Labkraut-Eichen-Hainbuchenwald (Galio-Carpinetum)                                                               | Labkraut-Eichen-Hainbuchenwald               | 9,95   |
| 9180    | Schlucht- und Hangmischwälder Tilio-Acerion                                                                     | Schlucht- und Hangmischwälder                | 31,74  |
| 91E0    | Auenwälder mit Alnus glutinosa und Fraxinus excelsior (Alno-Padion, Alnion incanae, Salicion albae)             | Auenwälder mit Erle, Esche, Weide            | 19,13  |

### Arteninventar
Folgende Arten von gemeinschaftlichem Interesse sind nach der Anlage 1 der Verordnung des Regierungspräsidiums Stuttgart vom 30. Oktober 2018 (FFH-Verordnung) für das Gebiet gemeldet:
| Bild                                | EU Code | * | Art                                  | wissenschaftlicher Name  | Artengruppe    |
| ----------------------------------- | ------- | - | ------------------------------------ | ------------------------ | -------------- |
| Dunkler Wiesenknopf-Ameisenbläuling | 1061    |   | Dunkler Wiesenknopf-Ameisen-Bläuling | Maculinea nausithous     | Schmetterlinge |
| Bachneunauge                        | 1096    |   | Bachneunauge                         | Lampetra planeri         | Fische         |
| Bitterling                          | 1134    |   | Bitterling                           | Rhodeus amarus           | Fische         |
| Groppe                              | 1163    |   | Groppe                               | Cottus gobio             | Fische         |
| Kammmolch                           | 1166    |   | Kammmolch                            | Triturus cristatus       | Amphibien      |
| Gelbbauchunke                       | 1193    |   | Gelbbauchunke                        | Bombina variegata        | Amphibien      |
| Mopsfledermaus                      | 1308    |   | Mopsfledermaus                       | Barbastella barbastellus | Säugetiere     |
| Bechsteinfledermaus                 | 1323    |   | Bechsteinfledermaus                  | Myotis bechsteinii       | Säugetiere     |
| Großes Mausohr                      | 1324    |   | Großes Mausohr                       | Myotis myotis            | Säugetiere     |
| Biber                               | 1337    |   | Biber                                | Castor fiber             | Säugetiere     |

### Zusammenhängende Schutzgebiete
Das FFH-Gebiet besteht aus mehreren Teilgebieten. Innerhalb des FFH-Gebiets liegt das Naturschutzgebiet 1218 – Kochertal zwischen Westheim und Steinbach einschließlich Klingenbach sowie Geiß- und Eselsklinge.
Der direkte Flusslauf des Kocher ist außerdem Teil des sich über fünf Landkreise erstreckende Europäischen Vogelschutzgebiets Jagst mit Seitentälern.